# Diócesis de Xai-Xai
La diócesis de Xai-Xai (en latín: Dioecesis Xai-Xaien(sis) y en portugués: Diocese de Xai-Xai) es una circunscripción eclesiástica latina de la Iglesia católica en Mozambique, sufragánea de la arquidiócesis de Maputo. La diócesis tiene al obispo Lucio Andrice Muandula como su ordinario desde el 24 de junio de 2004.

## Territorio y organización
La diócesis tiene 75 709 km² y extiende su jurisdicción sobre los fieles católicos de rito latino residentes en la provincia de Gaza. 
La sede de la diócesis se encuentra en la ciudad de Xai-Xai (llamada João Belo hasta 1975), en donde se halla la Catedral de San Juan Bautista.
En 2020 en la diócesis existían 27 parroquias.

## Historia
La diócesis de João Belo fue erigida el 19 de junio de 1970 mediante la bula Sancta atque Evangelica del papa Pablo VI, obteniendo el territorio (el entonces distrito de Gaza de la provincia de Mozambique) de la arquidiócesis de Lourenço Marques (hoy arquidiócesis de Maputo).
El 25 de junio de 1975 Mozambique obtuvo la independencia de Portugal y el 1 de octubre de 1976, como consecuencia del decreto Cum Excellentissimus de la Congregación para la Evangelización de los Pueblos, asumió su nombre actual tras el cambio de nombre de la ciudad sede de la diócesis. A partir de 1978 el distrito de Gaza pasó a ser la provincia de Gaza.

## Estadísticas
De acuerdo al Anuario Pontificio 2021 la diócesis tenía a fines de 2020 un total de 499 760 fieles bautizados.
| Año                                                                             | Población            | Población | Población      | Sacerdotes | Sacerdotes    | Sacerdotes    | Bautizados por sacerdote | Diáconos permanentes | Religiosos | Religiosos | Parroquias |
| Año                                                                             | Bautizados católicos | Total     | % de católicos | Total      | Clero secular | Clero regular | Bautizados por sacerdote | Diáconos permanentes | Varones    | Mujeres    | Parroquias |
| ------------------------------------------------------------------------------- | -------------------- | --------- | -------------- | ---------- | ------------- | ------------- | ------------------------ | -------------------- | ---------- | ---------- | ---------- |
| 1970                                                                            | 150 000              | 650 000   | 23.1           | 38         | 3             | 35            | 3947                     |                      |            |            |            |
| 1980                                                                            | 192 000              | 908 000   | 21.1           | 14         | 2             | 12            | 13 714                   |                      | 13         | 29         | 18         |
| 1990                                                                            | 194 048              | 1 039 000 | 18.7           | 11         | 1             | 10            | 17 640                   |                      | 12         | 34         | 18         |
| 1999                                                                            | 204 430              | 1 087 000 | 18.8           | 16         | 5             | 11            | 12 776                   |                      | 16         | 35         | 34         |
| 2000                                                                            | 202 990              | 1 108 000 | 18.3           | 17         | 6             | 11            | 11 940                   |                      | 11         | 51         | 34         |
| 2001                                                                            | 131 393              | 1 129 000 | 11.6           | 22         | 8             | 14            | 5972                     |                      | 14         | 67         | 22         |
| 2002                                                                            | 135 282              | 1 087 000 | 12.4           | 24         | 12            | 12            | 5636                     |                      | 15         | 47         | 28         |
| 2003                                                                            | 136 892              | 1 266 431 | 10.8           | 26         | 11            | 15            | 5265                     |                      | 15         | 58         | 34         |
| 2004                                                                            | 174 229              | 1 289 000 | 13.5           | 25         | 12            | 13            | 6969                     |                      | 16         | 49         | 21         |
| 2010                                                                            | 277 281              | 1 552 786 | 17.9           | 25         | 11            | 14            | 11 091                   |                      | 16         | 63         | 26         |
| 2014                                                                            | 304 000              | 1 699 000 | 17.9           | 27         | 16            | 11            | 11 259                   |                      | 13         | 54         | 27         |
| 2017                                                                            | 329 220              | 1 842 360 | 17.9           | 30         | 16            | 14            | 10 974                   |                      | 16         | 94         | 28         |
| 2020                                                                            | 499 760              | 1 435 000 | 34.8           | 26         | 14            | 12            | 19 221                   |                      | 15         | 129        | 27         |
| Fuente: Catholic-Hierarchy, que a su vez toma los datos del Anuario Pontificio. |                      |           |                |            |               |               |                          |                      |            |            |            |

## Episcopologio
- Félix Niza Ribeiro † (19 de febrero de 1972-31 de mayo de 1976 renunció)
- Júlio Duarte Langa (31 de mayo de 1976-12 de julio de 2004 retirado)
- Lucio Andrice Muandula, desde el 24 de junio de 2004